# Кузьмин (зупинний пункт)
Кузьмин (81 км) — пасажирський зупинний пункт Жмеринської дирекції Південно-Західної залізниці, розміщений на дільниці Старокостянтинів I — Гречани між роз'їздом Воронківці (відстань — 4 км) і станцією Красилів (7 км). Відстань до ст. Старокостянтинів I — 11 км, до ст. Гречани  — 41 км.
Розташований на території Кузьминської сільради Красилівського району, за 0,4 км на південний схід від Кузьмина.
Відкритий у 2000-их роках.